# C1orf109
C1orf109 (англ. Chromosome 1 open reading frame 109) – білок, який кодується однойменним геном, розташованим у людей на короткому плечі 1-ї хромосоми.  Довжина поліпептидного ланцюга білка становить 203 амінокислот, а молекулярна маса — 23 373.
| 10         |  | 20         |  | 30         |  | 40         |  | 50         |
| ---------- |  | ---------- |  | ---------- |  | ---------- |  | ---------- |
| MTQDRPLLAV |  | QEALKKCFPV |  | VEEQQGLWQS |  | ALRDCQPLLS |  | SLSNLAEQLQ |
| AAQNLRFEDV |  | PALRAFPDLK |  | ERLRRKQLVA |  | GDIVLDKLGE |  | RLAILLKVRD |
| MVSSHVERVF |  | QIYEQHADTV |  | GIDAVLQPSA |  | VSPSVADMLE |  | WLQDIERHYR |
| KSYLKRKYLL |  | SSIQWGDLAN |  | IQALPKAWDR |  | ISKDEHQDLV |  | QDILLNVSFF |
| LEE        |  |            |  |            |  |            |  |            |

A: Аланін

C: Цистеїн

D: Аспарагінова кислота

E: Глутамінова кислота

F: Фенілаланін

G: Гліцин

H: Гістидин

I: Ізолейцин

K: Лізин

L: Лейцин

M: Метіонін

N: Аспарагін

P: Пролін

Q: Глутамін

R: Аргінін

S: Серин

T: Треонін

V: Валін

W: Триптофан

Задіяний у такому біологічному процесі як альтернативний сплайсинг. 